# Levent Özbaydoğan
Levent Özbaydoğan (* 10. September 1981) ist ein türkischer Eishockeytorwart, der seit 2011 erneut beim İzmir Büyükşehir Belediyesi SK in der türkischen Superliga unter Vertrag steht.

## Karriere

### Club
Levent Özbaydoğan begann seine Karriere als Eishockeyspieler beim İzmir Büyükşehir Belediyesi SK, für den er 2002 in der türkischen Superliga debütierte. 2003 wechselte er zur Mannschaft der Polizei-Akademie nach Ankara. Mit dem Team gewann er 2004, 2005, 2006, 2008 und 2009 den türkischen Meistertitel. Nachdem er die Spielzeit 2010/11 beim Kocaeli Büyükşehir Belediyesi Kağıt SK verbracht hatte, wechselte er nach İzmir zurück, wo er seither auf dem Eis steht.

### Nationalmannschaft
Özbaydoğan stand für die Türkei bei den Weltmeisterschaften der Division II 2005, 2007 und 2014 sowie der Division III 2006, 2008, 2011, 2012, als hinter seinem Landsmann Fikri Atalı und dem Luxemburger Philippe Lepage die drittbeste Fangquote aller Torhüter des Turniers erreichte, und 2015, als er hinter den beiden Nordkoreanern Pak Il und Pak Kuk-chol erneut die drittbeste Fangquote des Turniers erreichte und hinter Pak Il sogar den zweitgeringsten Gegentorschnitt pro Spiel aufwies, im Kasten.

## Erfolge und Auszeichnungen
- 2004 Türkischer Meister mit Polis Akademisi ve Koleji
- 2005 Türkischer Meister mit Polis Akademisi ve Koleji
- 2006 Türkischer Meister mit Polis Akademisi ve Koleji
- 2006 Aufstieg in die Division II bei der Weltmeisterschaft der Division III
- 2008 Türkischer Meister mit Polis Akademisi ve Koleji
- 2009 Türkischer Meister mit Polis Akademisi ve Koleji
- 2012 Aufstieg in die Division II, Gruppe B, bei der Weltmeisterschaft der Division III